# 马尔特诺马瀑布
马尔特诺马瀑布，或马特诺玛瀑布，是位于哥伦比亚河峡谷南岸（俄勒冈州方向）的一个瀑布。瀑布主要分为两段，其中一段在542英尺（165）处，紧接着的一段在69英尺（21）处，两段瀑布中间有一段9英尺（3米）的斜坡，因此一般认为整个瀑布的落差为620英尺（189）。马尔特诺马瀑布是俄勒冈州落差最大的瀑布。瀑布附近有一个标志，上面标记着该瀑布是美国第二高的全年性瀑布，不过有瀑布方面的专家反对这一说法。

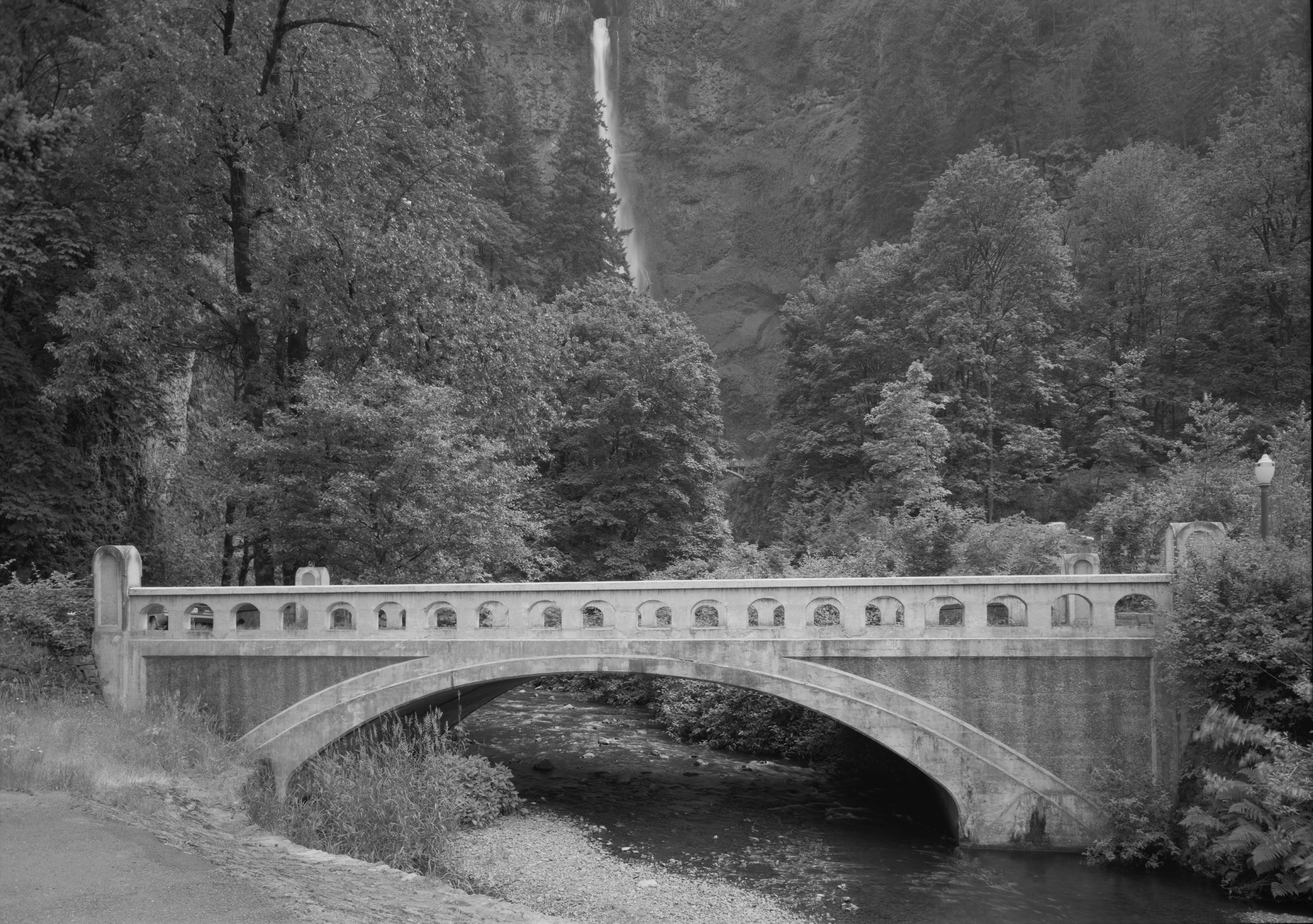
The Multnomah Creek Bridge on the Historic Columbia River Highway.

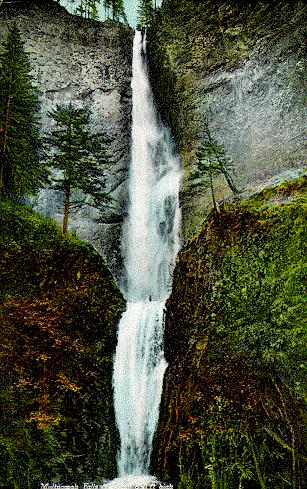
Colorized picture of the waterfall before the footbridge was added